# La valigia/Ditemi
La valigia/Ditemi è un 45 giri della cantante italiana Iva Zanicchi, pubblicato nel 1979.
Il brano La valigia venne utilizzata come sigla finale del varietà televisivo Una valigia tutta blu in onda nell'estate 1979 sulla Rete 1 (l'odierna Rai 1) e condotto da Walter Chiari.

## Tracce
Lato A
- La valigia - 3:34 - (Albertelli - Tavernese)

Lato B
- Ditemi - 3:31 - (Minimum - Malgioglio - Bibap)